# Plesiophrictus blatteri
Plesiophrictus blatteri är en spindelart som beskrevs av Gravely 1935. Plesiophrictus blatteri ingår i släktet Plesiophrictus och familjen fågelspindlar. Inga underarter finns listade i Catalogue of Life.